# Podiceps
Podiceps es un género de aves podicipediformes perteneciente a la familia Podicipedidae, cuyas especies se conocen popularmente con el nombre de somormujos, zambullidores, zampullines o macaes. Tiene representantes en Europa, Asia, América, África y Oceanía. Son mayoría las especies del hemisferio norte que migran en invierno a la zonas de costas o a climas más calurosos. 
Su nombre científico procede de la combinación de los términos latinos Podicis y pes que significan «ano» y «pie», respectivamente, en alusión a la posición trasera en las que se insertan sus patas, adaptadas a la natación y el buceo. Todos los integrantes del género son nadadores y buceadores excelentes, que se alimentan de peces e invertebrados acuáticos, que capturan zambulléndose en el agua. Los adultos tienen plumajes reproductivos llamativos, sin diferencias entre los sexos. En invierno, el plumaje es diferente y más discreto. Generalmente viven entre la vegetación circundante de lagos y lagunas de agua dulce, anidando en el borde del agua, y son muy torpes en tierra, por la posición trasera de sus patas. Normalmente ponen dos huevos, y sus polluelos son rayados. 

## Especies
El género contiene nueve especies:
- Podiceps andinus - zampullín colombiano (extinto desde 1977);
- Podiceps auritus - zampullín cuellirrojo;
- Podiceps cristatus - somormujo lavanco;
- Podiceps gallardoi - macá tobiano o zampullín tobiano;
- Podiceps grisegena - somormujo cuellirrojo;
- Podiceps major - macá grande, somormujo macachón o huala;
- Podiceps nigricollis - zampullín cuellinegro;
- Podiceps occipitalis - macá plateado, zampullín blanquillo  o zambullidor plateado;
- Podiceps taczanowskii - zampullín del Junín.